# Samosely
| Uzavřené zóny              | více než 40 Ci/km² |
| Nepřetržitě sledovaná zóna | 15—40 Ci/km²       |
| Občasně sledovaná zóna     | 5—15 Ci/km²        |
| Zóna bez pojmenování       | 1—5 Ci/km²         |

Mapa radioaktivního zamoření nuklidem cesia 137 v roce 1996:

Samosely (rusky Самосёлы) je termín označující obyvatelstvo Uzavřené zóny Černobylské jaderné elektrárny, které se po jaderné havárii v Černobylu vrátilo do svých domovů.

## Počet příslušníků
I přes zákony, které diskriminují obyvatele Černobylské zóny, se značné množství osob evakuovaných v roce 1986 vrátilo do svých obydlí. Podle různých zdrojů se do zakázané zóny vrátilo v roce 1987 asi 1 200 osob (ze 100 000 evakuovaných). Na počátku roku 2007 tam žilo 314 lidí.
Počet příslušníků se stále snižuje, což ukazuje tabulka:
| 1987                | 1992             | 1995     | 1998     | 1999     | 2001     | 2005     | 2007     |
| více než 1 200 osob | okolo 1 000 osob | 820 osob | 750 osob | 612 osob | 487 osob | 328 osob | 314 osob |